# لوچانو ترازاتی
لوچانو ترازاتی (ایتالیایی: Luciano Trasatti) با نام مستعارِ جان کالینز فیلم‌بردار اهل ایتالیا است.

## گزیدهٔ فیلم‌شناسی

### مدیر فیلم‌برداری
- دختردایی‌های من (۱۹۷۸)
- دادرس ناحیه (۱۹۷۶)
- قصه‌های ممنوعه… دربارهٔ برهنگی (۱۹۷۲)
- جنازه مو سرخ (۱۹۷۲)
- کنت دراکولا (۱۹۷۰)
- این دنیای دیوانه دیوانه ترانه (۱۹۶۵)
- عشق و ازدواج (۱۹۶۴)
- راهزن دمشق (۱۹۶۴)
- گاریبالدی (۱۹۶۱)
- مردان خشن (۱۹۶۰)
- کشور زنگ‌ها (۱۹۵۴)
- ولگردها (۱۹۵۳)
- دختران خطرناک هستند (۱۹۵۲)

### متصدی دوربین
- رام کردن زن سرکش (۱۹۶۷)
- آتیلا (۱۹۵۴)
- آنا (۱۹۵۱)
- روشنایی‌های واریته (۱۹۵۰)
- گل‌های سنت فرانسیس (۱۹۵۰)
- برنج تلخ (۱۹۴۹)